# Nick Stokes
Nicholas "Nick" Stokes es un personaje de ficción de la serie de televisión CSI: Crime Scene Investigation, emitida por la cadena CBS.
Nick es el asistente del supervisor del turno de noche de la unidad CSI del Condado de Clark, Nevada, Catherine Willows. Criminalista, licenciado en justicia criminal y analista de pelo y fibras investiga junto al equipo los crímenes que ocurren en la ciudad de Las Vegas. El personaje es encarnado por el actor George Eads.

## Infancia y juventud
Nicholas "Nick" Stokes nació en Dallas, Texas, hijo del juez Bill Stokes y de la abogada Jillian Stokes. Nick es el menor de siete hermanos, y durante toda su infancia se destacó por el potencial deportivo y académico. Nick asistió a la Texas A&M University, donde se comprometió en una fraternidad, como se revela en la primera temporada. Después de salir de la universidad, se unió al departamento de policía y tomó un trabajo en el Dallas Crime Lab, en Texas, donde se especializó en el análisis de cabello y fibras. Debido a la educación de sus padres, Nick sentía que nunca podría estar a la altura de su potencial, por lo que decidió salir de Texas y se dirigió a Las Vegas, Nevada. En Las Vegas, Nick encontró que podía forjarse como hombre, y en 1997, se unió al equipo de CSI exitosamente bajo la dirección de Gil Grissom.

## Historia
En la serie, Nick le confiesa a Catherine Willows que sufrió abusos sexuales a los nueve años de edad por una niñera reemplazante a la que tenía la familia. Aunque esto nunca más es mencionado en la serie ni tuvo mayor relevancia, la manifestación del trauma se aprecia cada vez que el personaje tiene ciertos problemas para llevar a cabo investigaciones en los que los niños son las víctimas, hasta que en el episodio 9 de la última temporada, Nick casi quiebra en llanto al estar frente a un caso dónde un hombre (que estaba preso por un delito menor), mata a su violador de cuando tenía 9 años y que también estaba en la misma cárcel, esta acción causa angustia en Nick, quién le confiesa a DB que él hubiera hecho lo mismo y al final del episodio dice "Arruinaron su vida hace tanto tiempo", dando a entender que no solo arruinaron la vida del presidiario sino que también la de él mismo.
Se conoce que Stokes, en su época de colegio (probablemente cuando estaba en la Texas A&M University, como lo mencionó su amigo Eric) fue miembro de una fraternidad, además, se revela que el personaje estuvo familiarizado con las novatadas de la misma.
Nick, en general, se muestra como un tipo que tuvo una feliz infancia y vivida muy apegada a sus padres. Estos lo apodaban "Pancho", y Nick a su vez, llama a su padre "Cisco", todo esto en referencia a los personajes de The Cisco Kid. Grissom usa ese apodo para calmarlo mientras intentan salvarlo de una carga explosiva cuando fue enterrado vivo. El padre de Nick es un juez, su madre una prestiogiosa abogada y él, es el menor de 7 hijos, donde al menos tiene un hermano hombre.
El personaje, Nick, tiene una empatía natural con las personas afectadas en los crímenes que investiga, mientras otros miembros del equipo creen que es mejor mantener una mayor distancia emocional. Esta diferencia de perspectiva es una fuente de debate y muchos comentarios dentro del equipo, tras la fuerte emotividad que expresa Nick en algunos de sus casos. Aparte de eso, Nick es una persona afable, que se lleva bien con sus compañeros de trabajo. Muy amigo de Warrick Brown, incluso, luego de su deceso, se vio a Nick reuniendo fondos con la gente del laboratorio para pagarle la universidad a su hijo. Asimismo, a menudo bromea con el excéntrico Greg Sanders, incluso cuando este aún no era CSI y trabajaba en el laboratorio. A menudo se burla y coquetea sanamente con Sara Sidle, que pone a manifiesto su relajada amistad. Comparte una buena relación con su ex-supervisor Gil Grissom, casi de padre e hijo o de mentor a aprendiz. Cuando el Dr. Raymond Langston arriba al laboratorio de Las Vegas, Nick actuó como su mano derecha, dándole consejos y ayudándolo en sus primeras investigaciones. Pocas veces se le ha visto coquetear con Catherine, con la que lleva una buena relación de compañeros de trabajo. Ambos, pudieron haber tenido una relación romántica, como así lo mostraba una escena en el episodio "Pilot" donde se besaban en un lavado de autos, pero tal escena -por razones desconocidas- finalmente fue eliminada y nunca salió al aire.
A finales de la quinta temporada, Nick casi fue asesinado, cuando lo incapacitaron usando éter, lo pusieron dentro de un féretro de acrílico, y fue enterrado vivo con contadas horas de oxígeno. Sus compañeros, que lo observaban mediante una cámara web instalada en el mismo féretro, veían angustiados como eran incapaces de salvarlo. Resulta que Nick fue aleatoriamente el blanco de un ataque contra el equipo CSI por un hombre, cuya hija estaba implicada en un caso de homicidio. Cabe señalar que dentro de la desesperación de Nick, casi provocó suicidio con un arma que el mismo secuestrador le proporcionó en el féretro, pero Nick soltó el arma (que ya tenía en su garganta), cuando vio que Warrick ya lo había encontrado. Para colmo, hormigas de fuego entraron en el féretro a través de una grieta en el cristal acrílico y empezaron a atacarlo. Aunque Nick estaba agonizando debido al ataque de las hormigas, esa fue la pista que ayudó a encontrarlo, ya que Grissom (que es entomólogo) determinó su tipo y donde habitan, encontrando su ubicación con la ayuda de todo el departamento. La trampa mortal fue incluso más allá del entierro vivo por parte del secuestrador, ya que el féretro fue equipado con cargas explosivas de Semtex, con lo que al encontrarlo, tuvieron que lidiar con aquel explosivo para poder rescatarlo.
A pesar de ser uno de los más sólidos CSI del departamento, Nick ha sido personalmente víctima de una serie de delitos en el transcurso de la serie: le robaron el auto donde tenía todas las pruebas de una escena del crimen, fue secuestrado y enterrado vivo, fue apuntado numerosas veces con un arma, también fue acechado por el psicópata Nigel Crane y lanzado por una ventana de un segundo piso. También fue acusado de matar a una prostituta, Kristy Hopkins antes de saber que estaba ligada con Jack Willman, el chulo que realmente la había matado.
Durante la sexta temporada de CSI, Nick se dejó crecer un visible mostacho que provocaba las bromas de Warrick, pero pronto se deshizo de él.
En el estreno de la novena temporada, Nick se muestra calmado y compuesto al enterarse de la muerte de Warrick. Sin embargo más tarde, cuando se enfrenta al accidentado y moribundo Jeffrey McKeen, el asesino de Warrick, este le incita a que lo remate, para vengar a su amigo. Brass, alejado del lugar, oye un disparo, luego encuentra a Nick y a McKeen ambos vivos, pero con un calmado Stokes diciéndolo que la bala se había "perdido".
Después de que Catherine rechazara la oferta de quedarse con la oficina de Grissom ya vacía, esta se la ofreció a Stokes, que luego de pensarlo aceptó. Él, a su vez decidió compartir el espacio de oficina con Greg Sanders y Riley Adams. Además, Hodges colocó un feto de cerdo irradiado como el que tenía Grissom. Durante el estreno de la décima temporada, Nick es ascendido por Catherine a asistente del supervisor del turno de noche, luego que Sara aconsejara a Cath que necesitaba una mano derecha confiable. Se ve a Nick ocupándose de la tarántula que dejó Grissom bajo su cuidado.
Una suerte de gag cómico ocurre en la serie cuando Nick consigue ligar con una mujer, ya que cuando lo consigue, algo malo le ocurre a otra persona. Cuando se acuesta con Kristi Hopkins, una prostituta, es asesinada al poco tiempo después. Cuando en un bar, junto con Catherine, flirtea con una mujer, esa misma noche, Catherine es drogada y secuestrada. Mientras el equipo completo desayunaba luego del turno, Nick flirtea con una guapa camarera y se queda atrás para conseguir su número, mientras que Warrick abandona el local. Poco después es asesinado.
Nick ha demostrado ser una persona emocional a través de la serie. Estuvo a punto de llorar cuando lo apuntaron con una pistola, se quebró y estuvo a punto de suicidarse cuando fue enterrado vivo, y una vez más casi llega al llanto cuando habló acerca de la muerte junto a Langston.
Se menciona a menudo que Nick es algo mujeriego. Sin embargo, el único romance en pantalla durante el transcurso de la serie fue la breve aventura con Kristi.
En la temporada 15 se retira, por un puesto lejos y no participó en la película: CSI: Crime Scene Investigation que se estrenó el 27 de septiembre en Estados Unidos.